# مدرسة طب جامعة نوتينغهام
مدرسة طب جامعة نوتينغهام (بالإنجليزية: University of Nottingham Medical School)‏ هي إحدى المدارس لتعليم الطب في المملكة المتحدة. مركز هذه المدرسة الطبية هو جامعة نوتينغهام. تم تأسيس هذه المدرسة رسمياً في عام 1970. لها مدرسة خريجين مساندة، وهي مدرسة طب جامعة نوتنغهام في داربي.